# Вулькано (вулкан)
Вулькано — складний стратовулкан у Середземному морі, який розташований на однойменному острові в складі Ліпарського архіпелагу. Термін «вулкан», яке використовується для геологічно активних гір, походить саме від назви цієї гори та острова, які, своєю чергою, зобов'язані своєю назвою римському богу вогню Вулкану, який, відповідно до класичної міфології, проживав на острові.

## Загальна характеристика

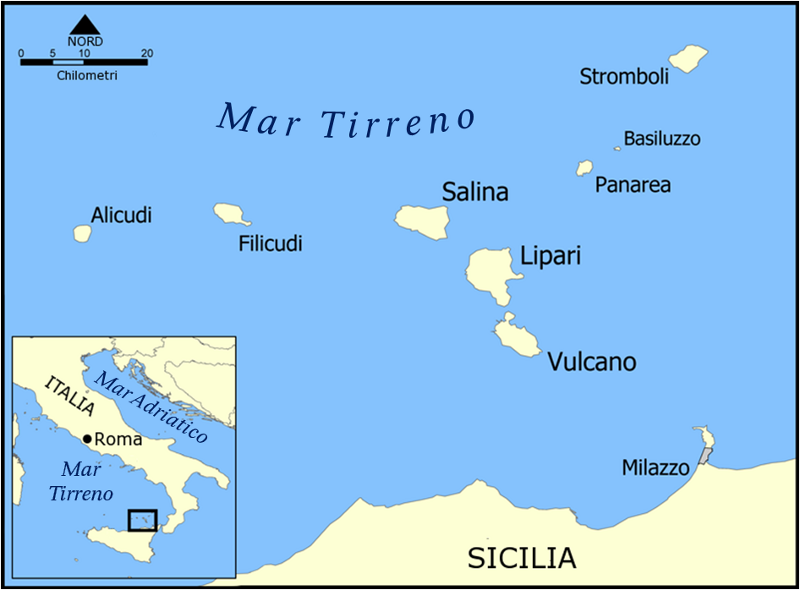
Географічне положення

Як і всі італійські вулкани, він утворився внаслідок рухів Африканської плити, яка, просуваючись на північ, чинить сильний тиск на Євразійську плиту. Вулкан досягає висоти 386 метрів. Він підіймається у вигляді горбистого утворення в центрі острова, поблизу Порто-Леванте. Для його схилів характерні піщані ландшафти, пористі утворення типу пемзи, наявність великої кількості обсидіану).
Зі збільшенням висоти кількість рослинність зменшується. На середніх висотах росте тільки мітлиця; біля головного кратера земля зовсім без рослинності.
Головний кратер (кратер Фосса або «Велика Яма») діаметром близько 500 метрів розташований на висоті 386 м, але оточений схилами, що ведуть на більшу висоту (гори Лентія).
Поруч з кратером Фосса є залишки двох інших кратерів:
1. Вулкан Веккіо розташований на півдні: він включає дві вершини Монте Сарацено та Монте Арія, висота яких досягає 500 м. Це оригінальна вулканічна будівля, яка досі є найвищою у всьому комплексі.
2. Лентія, розташована на північному заході, значно менше за розміром: саме з її середини утворився кратер Фосса.
На додаток до головного кратера, Вулкано-Веккьо та Лентії, є ще периферійний комплекс: фактично, поруч з островом Вулкано розташовані конуси Вулканелло, з'єднані з островом Вулькано перешийком під назвою Вулканський перешийок.

## Активність

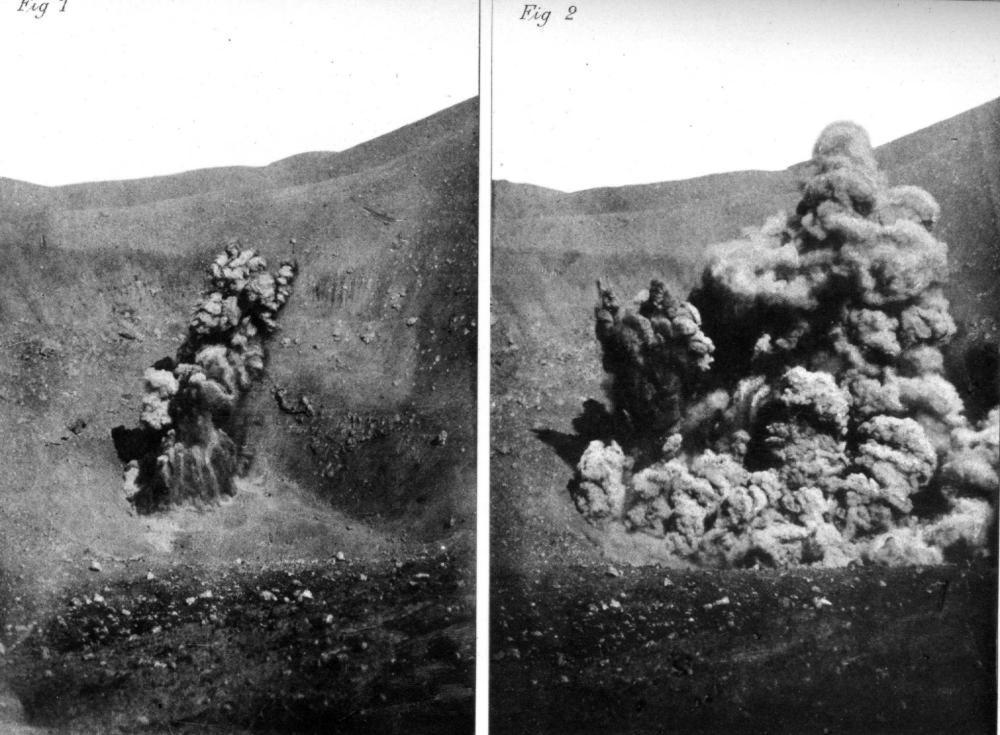
Виверження 1889 року

### Вулкан в давнину
За останні тисячоліття Вулькано спричинив півдюжини руйнівних вивержень. Кратер Фосса був активним через нерегулярні проміжки часу з давніх часів, як задокументовано класичними авторами (особливо Фукідідом у V ст. до н. е.). У цю епоху, здається, виверження було настільки сильним, що його було чутно аж на Сицилії. Після нього кратер Фосса почав тривалу фазу спокою.
У 2 столітті до н. е. поруч з островом Вулькано з води на даній поверхні з'явився кратер Вулканелло, який під час виверження утворив маленький острів, розташований поруч з материнським островом. Цей вибух також був задокументований з великою майстерністю драматичного стилю. Що стосується острова Вулькано, здається, що фаза спокою Великого кратера тривала до VI ст. н. е.

### Вулкан в сучасну епоху

Вулканічні фумароли

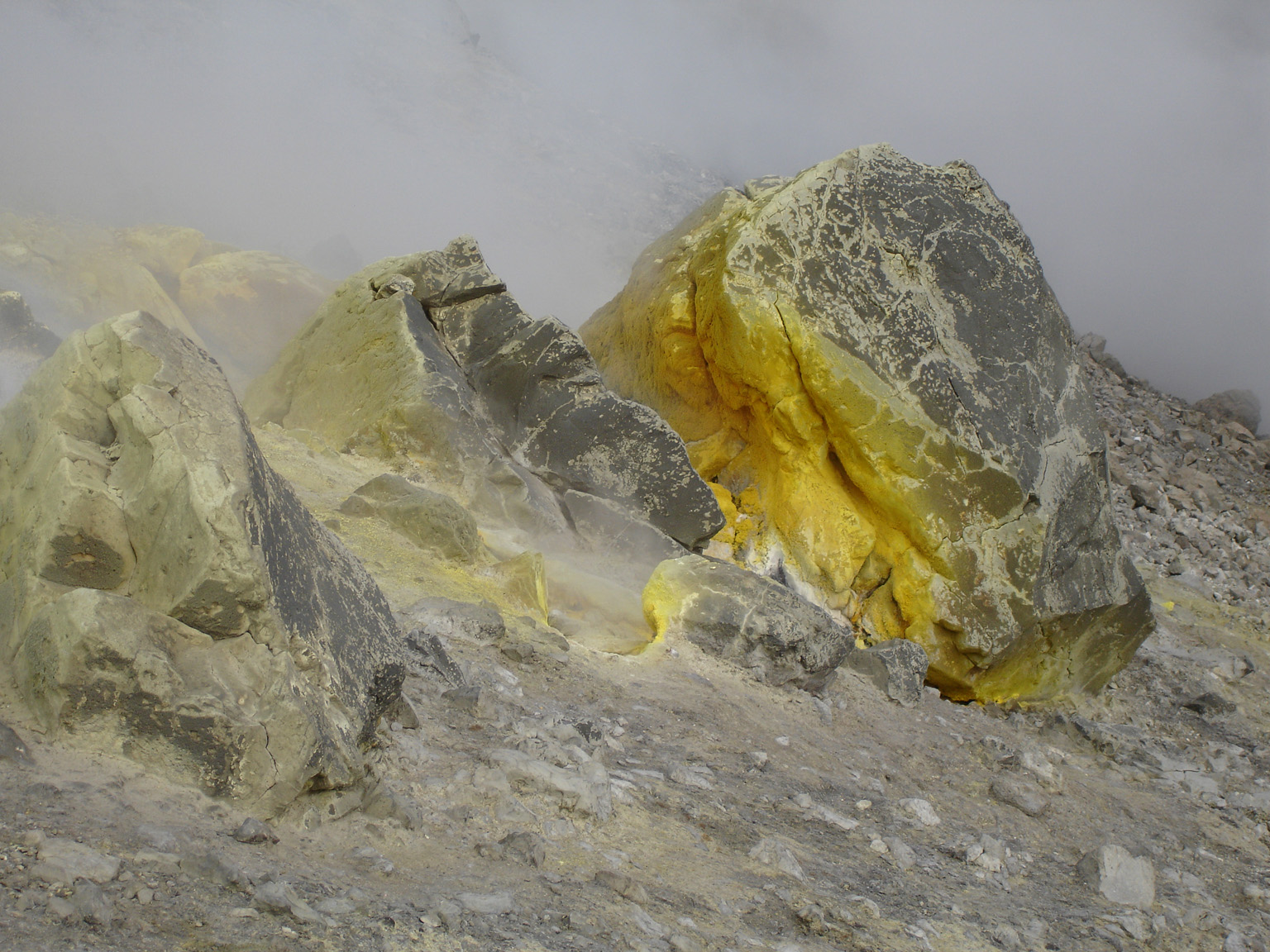
Валуни біля фумарол, з жовтим нальотом сірки

Між 1727 і 1739 роками діяльність головного кратеру відновилася; після його еруптивного пробудження утворився потік лави з обсидіаном. Попелвід виверження досяг Ліпарі, Саліну, Стромболі та сицилійське узбережжя попереду. Подальші виверження в 1771 і 1783 роках також задокументовані.
Останнє виверження відбулося між 1888 і 1890 роками. У 1886 році відбулося фреатичне виверження (тобто спричиненим парою, що утворилася після нагрівання води). Останні виверження цієї серії були вулканічного типу: так звані кіркові бомби (затверділа лава) і попіл вивергалися з головного кратера. Уряд організував експедицію дослідників. Зокрема, виверження було задокументовано відомим сейсмологом Джузеппе Меркаллі.

### Вулкан сьогодні
З моменту останнього бурхливого виверження була зареєстрована лише активність фумарол. У випадку Вулькано вивільняється переважно сірка, яка завдяки дії бактерій сприяє утворенню кольорової патини на поверхнях ґрунту та каменів. Діяльність фумарол була задокументована протягом століть і продовжується чергуванням фаз до наших днів. Якщо в сімдесятих роках вона була дуже скромною, то між вісімдесятими і дев'яностими роками спостерігалася підвищена активність, яка викликала серйозні побоювання.
На пляжі в Порто-Леванте вода і грязь нагріваються теплом діоксиду сірки, що виробляється найслабшими фумаролами. Ця невелика прибережна територія здавна відома своїми морськими розвагами: грязьові ванни Вулькано справді відомі тим, що вони благотворно впливають на шкіру та мають терапевтичний ефект.
Починаючи з літа 2021 року, зокрема з вересня, спостерігається підвищення фумарольної активності зі збільшенням температури газів і кількості в них CO2 і SO2, а також зростання мікросейсмічної активності. З цієї причини Служба цивільного захисту підвищила рівень небезпеки вулканів із зеленого до жовтого.

## Екскурсії
Підйом на вулкан здійснюється пішки, починаючи з Порто Леванте. Підйом на головний кратер для людей у нормальному фізичному стані не вимагає величезних зусиль або супроводу гіда (люди похилого віку та люди, чутливі до сірчистих газів, можуть скаржитися на великі труднощі). Очевидно, що не бажано підходити надто близько до фумарол. Перед спуском до Порто Леванте екскурсію можна завершити оглядом кратера.

## Галерея

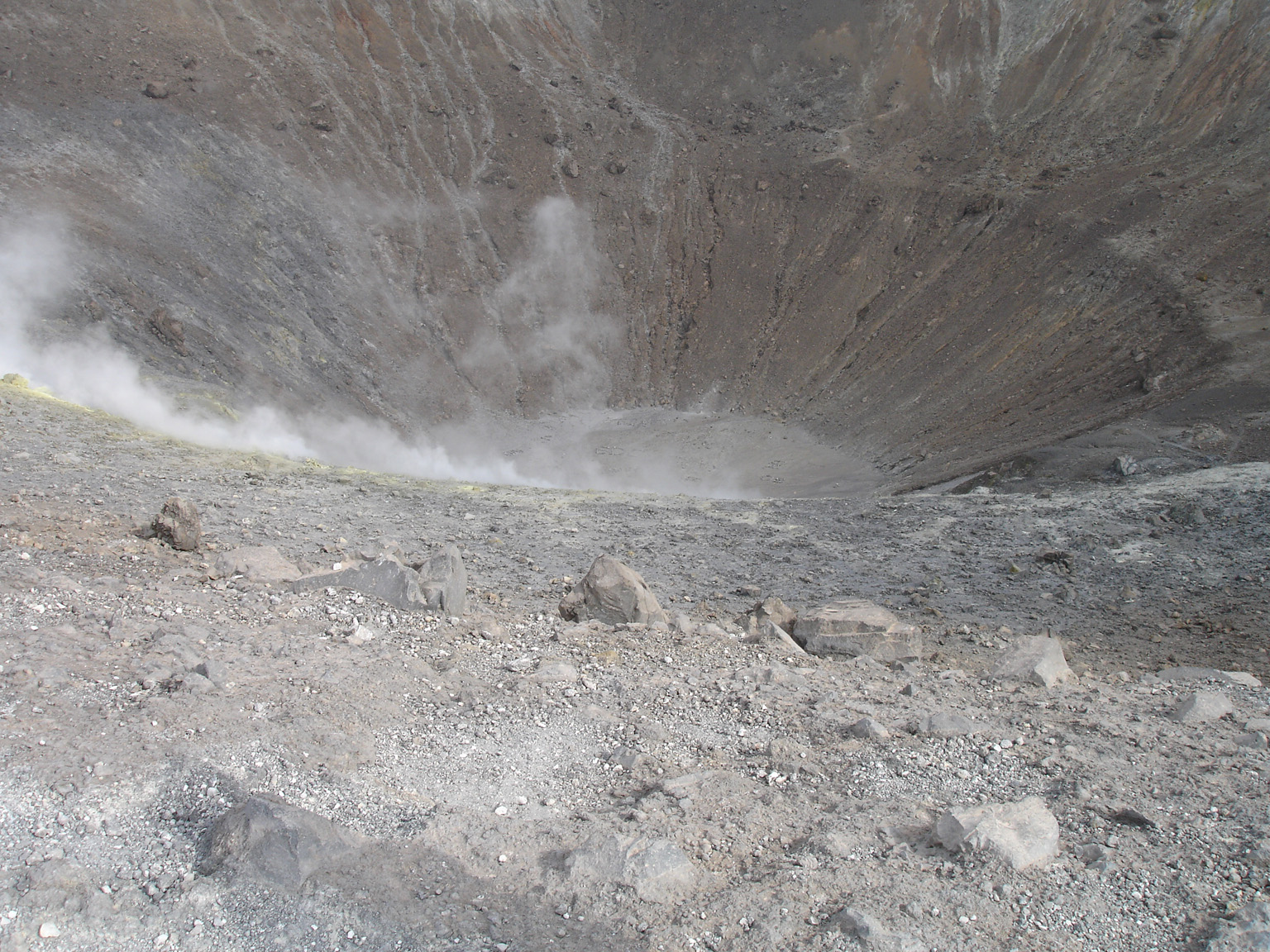
Головний Кратер
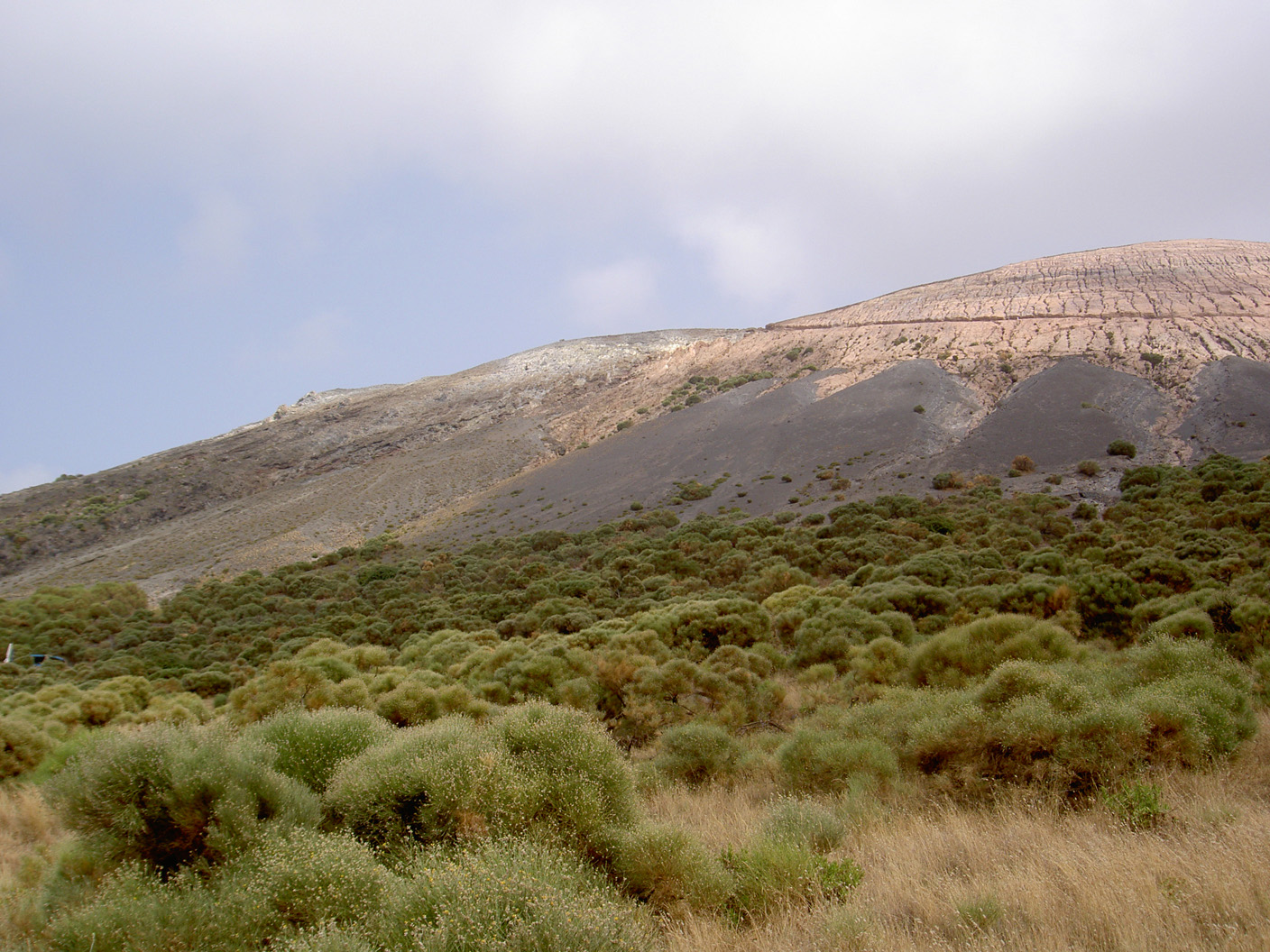
Вид поблизу Порто Леванте
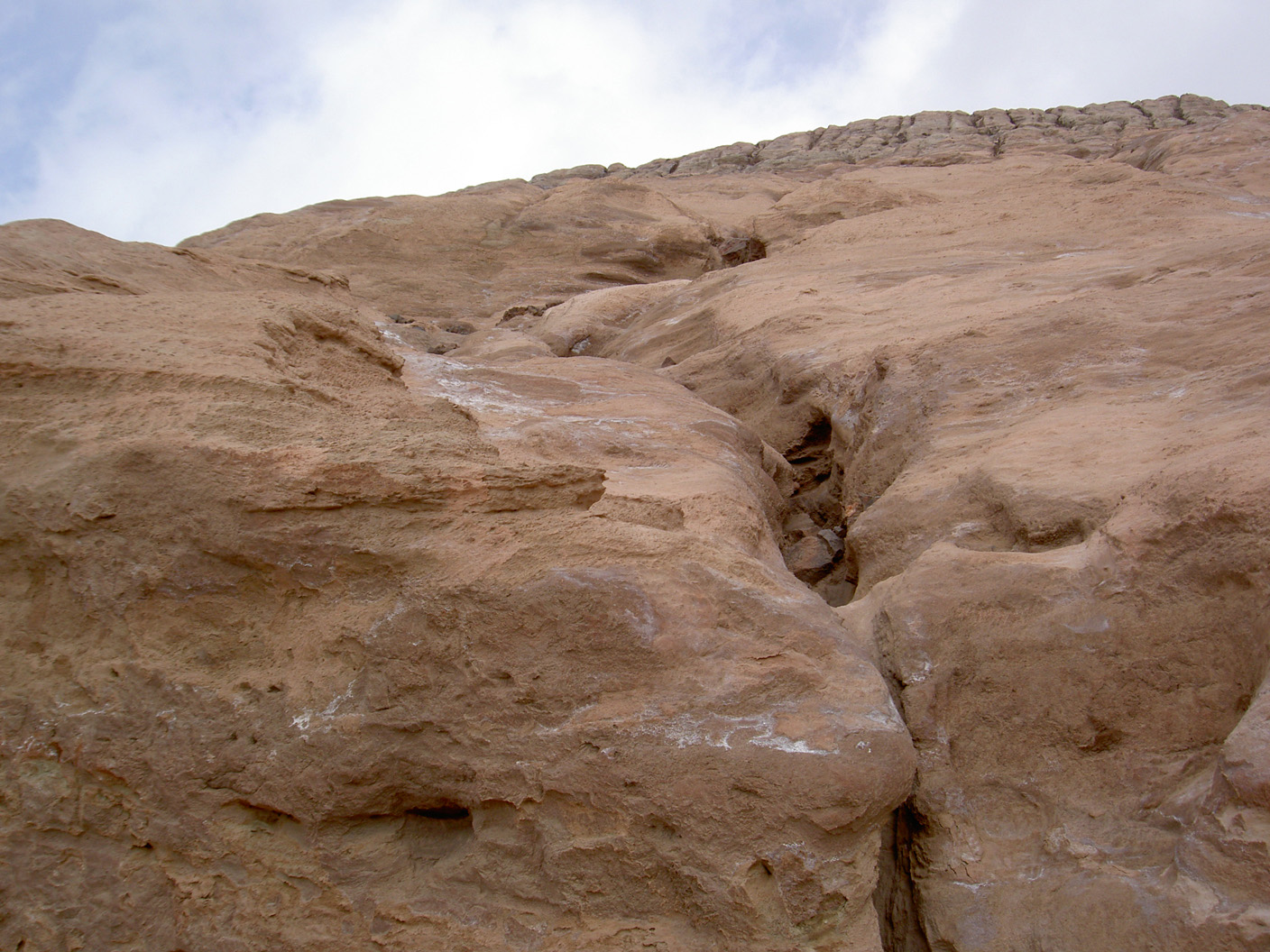
Схил біля кратера
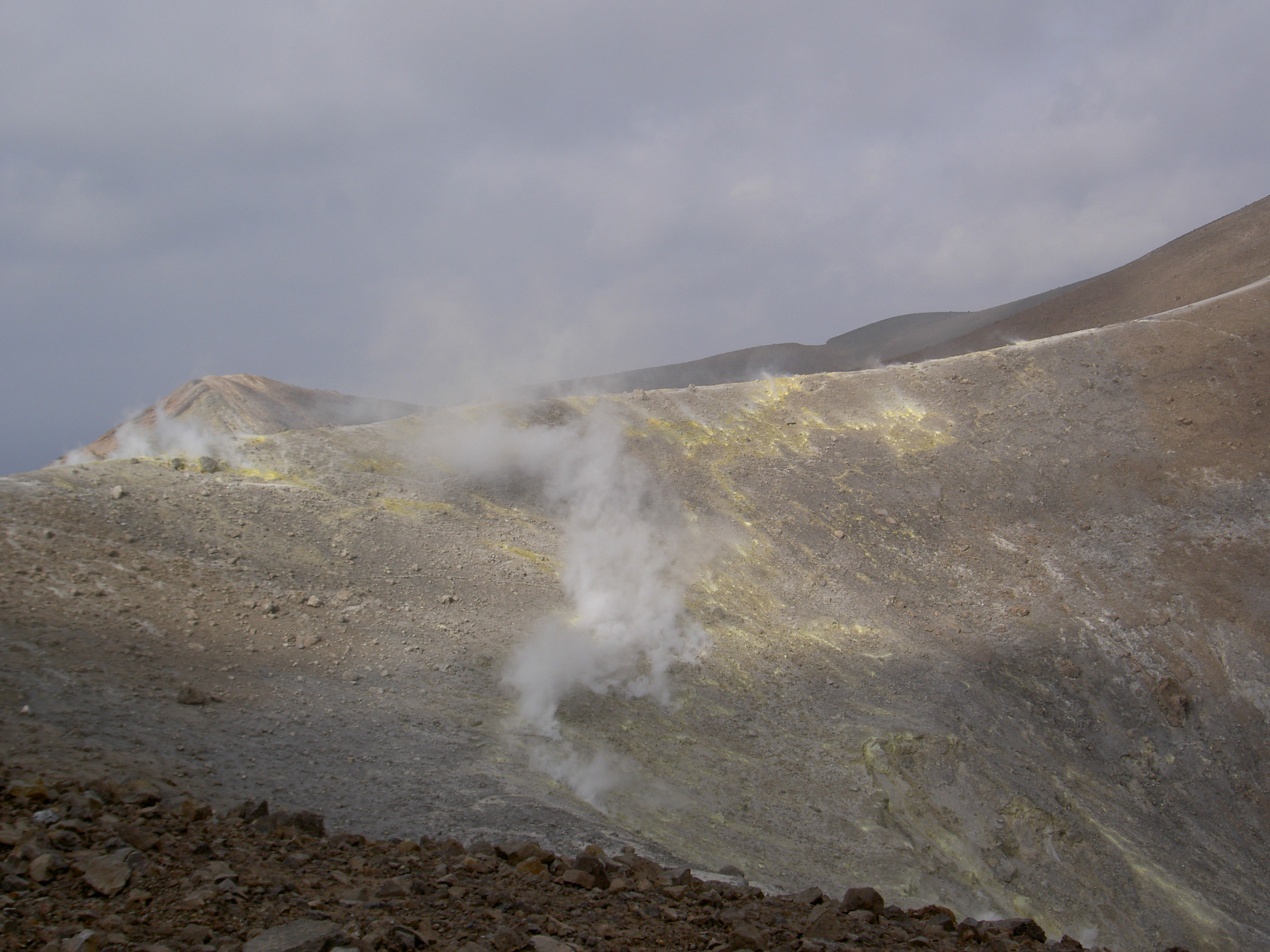
Фумароли, панорама
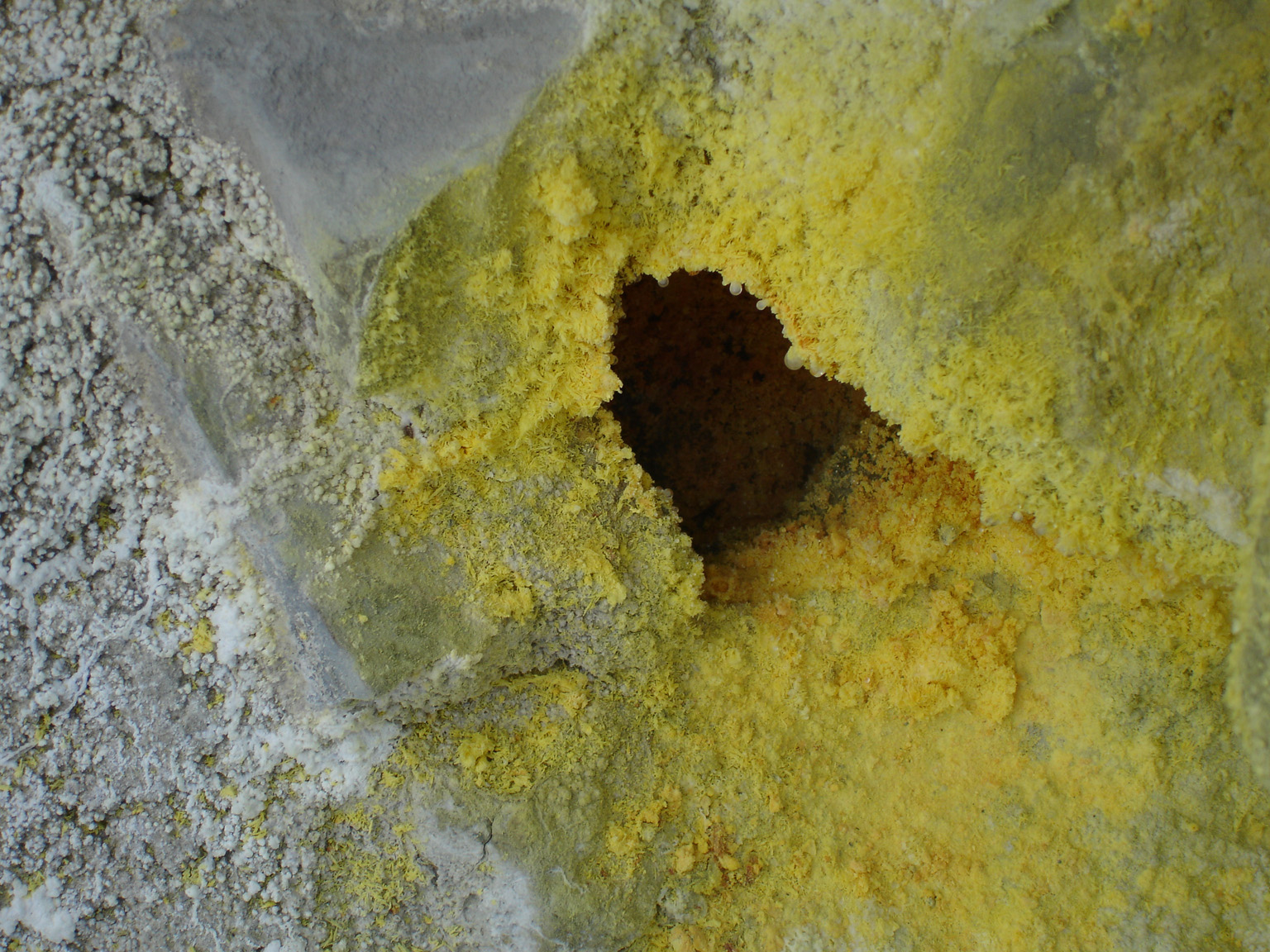
Фумароли
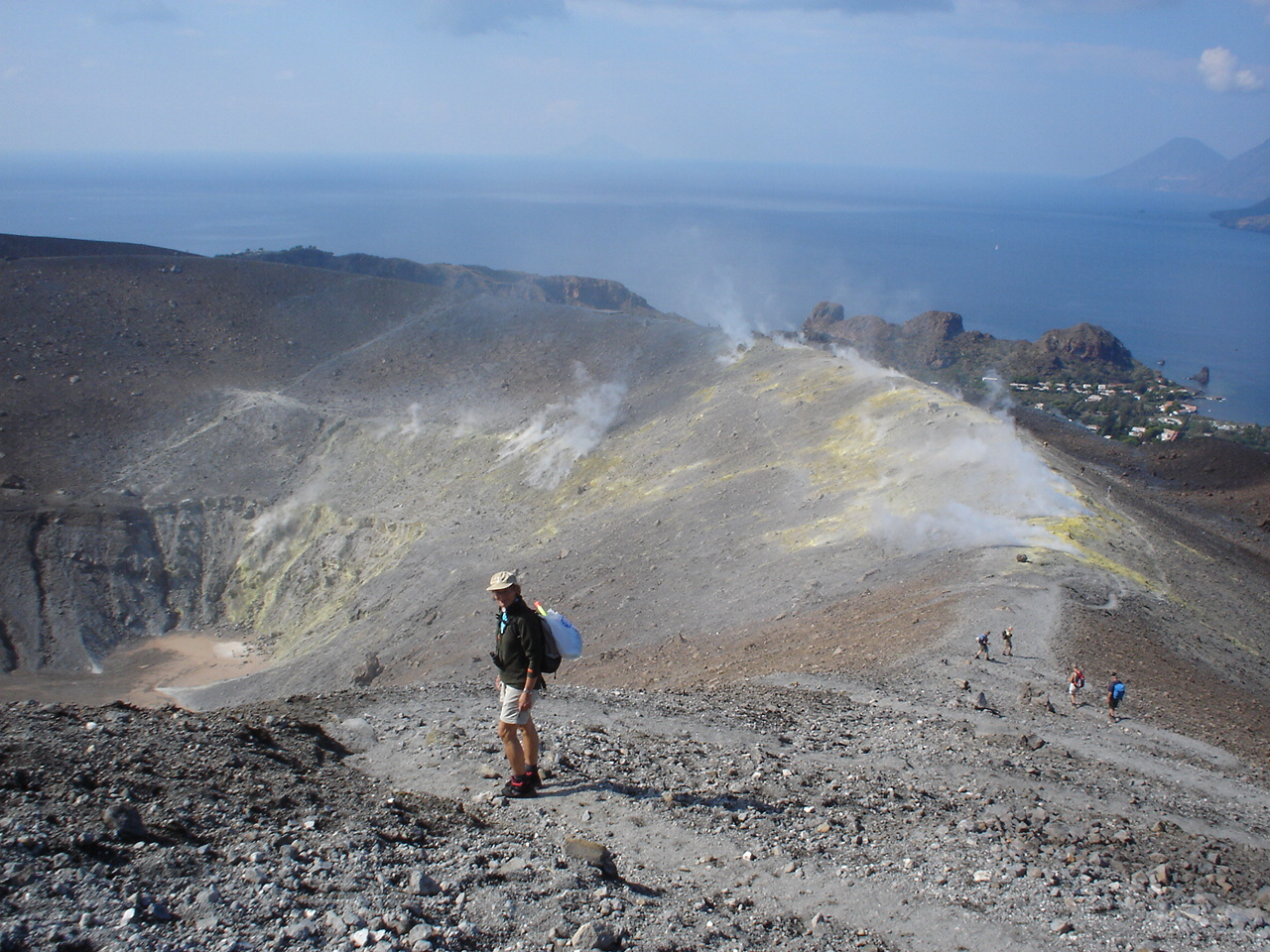
Вид з кратера
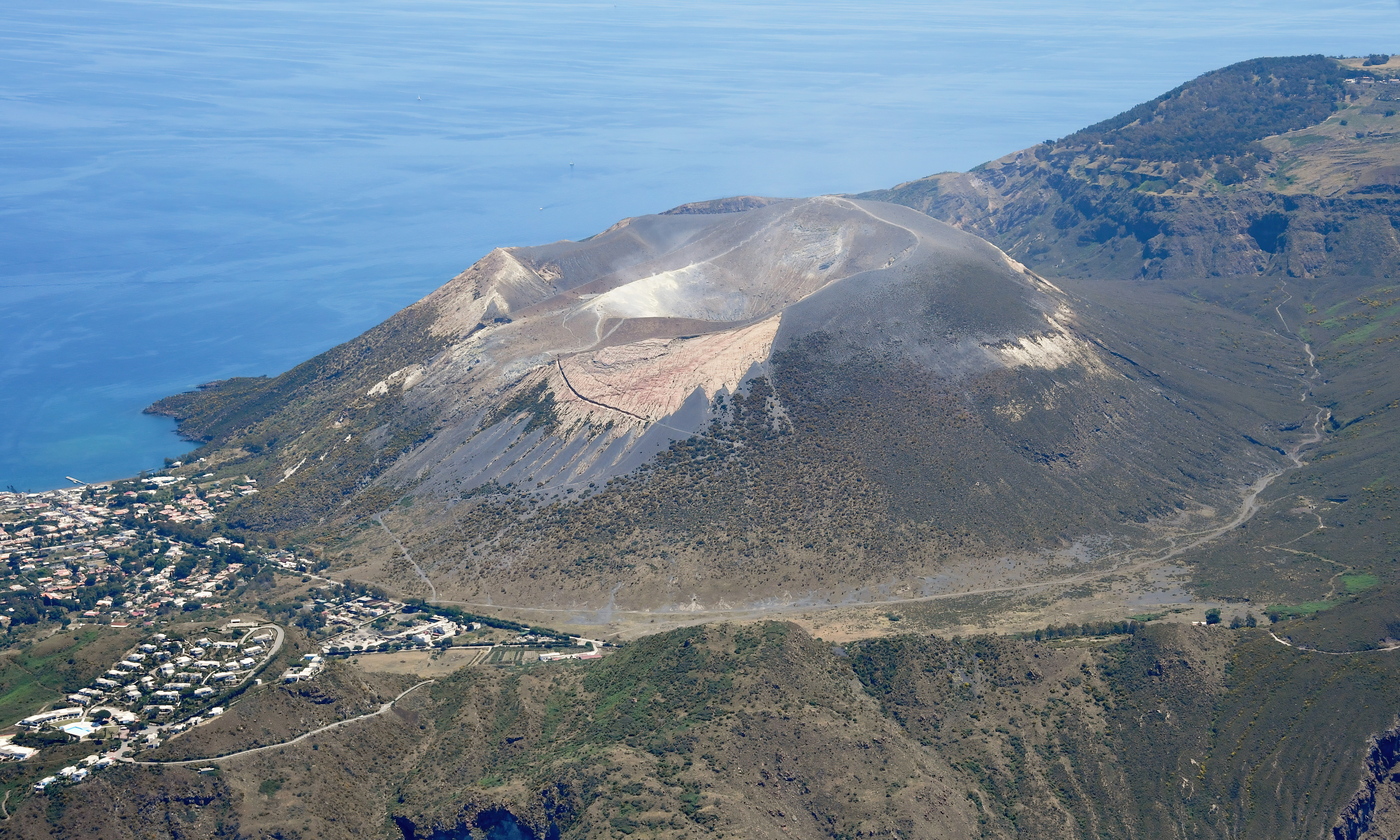
Панорама на головний кратер
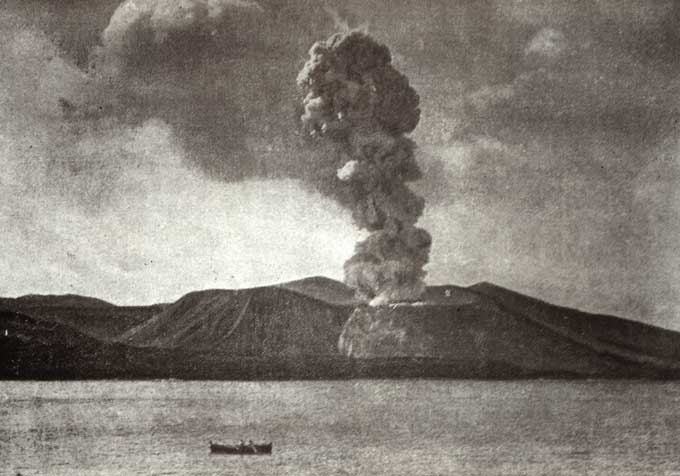
Виверження 1890